# Die Katze als Frau Fuchs
Die Katze als Frau Fuchs ist ein Tiermärchen (AaTh 103A + 103), das im estnischen, russischen, kroatischen, serbischen und bulgarischen Sprachraum sowie bei den Roma bekannt ist.

## Handlung
Estnische Version
In alten Zeiten waren Bär, Wolf und Fuchs noch gute Freunde, die alles gemeinsam unternahmen. Eines Tages jedoch begann der Fuchs damit sich abzusondern und offenbarte den beiden anderen, dass er geheiratet hatte, weshalb er ihre Gesellschaft nicht mehr benötige. Der Wolf und der Bär überlegten daraufhin, wie sie die Frau des Fuchses zu Gesicht bekämen könnten, also verkündeten sie ein Fest veranstalten zu wollen, zu dem sie auch den Fuchs und seine Frau einluden. Sie besorgten eine große Menge Fleisch und als der Tag gekommen war, warteten und warteten sie, aber der Fuchs und seine Frau kamen nicht. Da kletterte der Bär auf eine Fichte, um Ausschau zu halten und sah sie kommen, wobei er die Frau des Fuchses, eine Katze, für einen Jäger hielt, da sie eine Flinte über der Schulter zu tragen schien (vermutlich ist der Schwanz gemeint). Voller Angst blieb der Bär auf dem Baum, während sich der Wolf in einem Reisighaufen versteckte.
Als der Fuchs und seine Frau eintrafen, wunderten sie sich, dass die Gastgeber nicht da waren, fingen aber dennoch an beherzt reinzuhauen. Die Katze kletterte auf den Fleischhaufen und schnurrte, während sie sich die besten Stücke heraussuchte, was Wolf und Bär für ein Knurren hielten. Der Wolf lugte daraufhin ein wenig aus seinem Versteck hervor, um besser sehen zu können, wodurch das Reisig zu rascheln begann und die Katze glaubte eine Maus zu vernehmen. Also sprang sie auf den Reisighaufen und zerkratzte dem Wolf die Augen, die seit dieser Zeit zerschrammt sind. Der Wolf sprang vor Schmerzen aus seinem Versteck, woraufhin die Katze, im Glauben er würde sie verfolgen wollen, auf die Fichte flüchtete, was wiederum den Bären dazu veranlasste immer höher zu klettern, sodass die Krone des Baumes abbrach und der Bär hinunter auf den Hals fiel, der seit dieser Zeit kurz blieb.

## Hintergrund
Diese estnische Version von Jakob Hurt, die im Deutschen den Titel Die Katze als Frau Fuchs erhielt, wurde 1896 von Jaan Saalverk nach Jaan Peitong aufgezeichnet. In Estland gibt es mehr als 45 Varianten, die mit AT 104, 100 u. a. kontaminieren können. In dieser Version sind ätiologische Elemente eingebaut, die z. B. den kurzen Hals des Bären erklären. Alexander Nikolajewitsch Afanassjews russische Version handelt von einer Füchsin und einem Kater und bekam im Deutschen die Titel Kater und Füchsin und Der Kater und die Füchsin. In einer serbischen Version von Luča aus dem Jahr 1898 treten neben Füchsin und Kater auch ein Wolf, ein Bär und ein Eber auf. Ins Deutsche wurde sie mit Die Hochzeit des Katers übersetzt. Selbige Protagonisten finden sich in Josip Pasarićs kroatischer Version, die etwa 1884 von Klotilda Kučera in oder um Vinkovci aufgezeichnet wurde und im Deutschen den Titel Der Fuchs und der Kater bekam.
Das Märchen kann mit dem Motiv des Ackerbaus der Tiere kontaminieren (siehe: Der Fuchs im Märchen Nr. 15), wobei in diesem Fall der Fuchs betrogen wird und dieser sich einen Gendarmen oder kaiserlichen Beamten sucht, der für Gerechtigkeit sorgen soll und stets ein Kater oder eine Katze ist. Die Angst habenden Tiere verstecken sich dann und es folgt das durch das Rascheln ausgelöste Chaos. Ein ins Deutsche übersetztes bulgarisches Märchen mit dieser Märchenkombination ist Der Fuchs, der Wolf, der Bär und das Schwein des Sammlers Al. Burmov, das aus Bjala čerkva bei Târnovo stammt und von K. Burmov erzählt wurde. Auch ein serbisches Märchen von Vuk Karadžić, das im Deutschen den Titel Der Bär, das Schwein und der Fuchs bekam, enthält diese Märchenkombination.
In einer Roma-Version, die im Deutschen den Titel Die Katze und der Fuchs erhielt, bekommen es ein Elefant, ein Bär und ein Löwe mit der Katze zu tun.